# Eurolagus fontannesi
Eurolagus fontannesi és una espècie extinta de mamífer lagomorf que visqué a Europa entre el Miocè mitjà i el Miocè superior. Se n'han trobat restes fòssils a Alemanya, Catalunya, França, Hongria, Polònia, Romania, Rússia i Suïssa. Es tracta de l'única espècie reconeguda del gènere Eurolagus. Classificat anteriorment entre els ocotònids, avui en dia es considera que pertanyia a un llinatge troncal de lagomorfs. Era un lagomorf semihipsodont de grans dimensions, més petit que Megalagus, però més gros que Amphilagus, Desmatolagus, la majoria de les espècies de Gobiolagus, Gripholagomys, Mytonolagus, Piezodus, Titanomys i qualsevol de les espècies de Palaeolagus tret de P. intermedius. El desgast observat a les seves dents indica que era un animal silvícola de dieta mixta que consumia fulles, herba, fruita i llavors fines. La seva extinció probablement té a veure amb el refredament del clima d'Europa a la darreria del Miocè. Fou l'últim lagomorf semihipsodont d'Europa. Fou anomenat en honor del geòleg francès Charles-François Fontannes.